# Поляков Василь Васильович
Васи́ль Васи́льович Поляко́в (1893, село Людиново (нині місто), Калузька губернія, Російська імперія — розстріляний 18 листопада 1937, місто Київ, Українська РСР, СРСР) — російський більшовик, державний діяч УСРР. Член ЦК КП(б)У в грудні 1921 — травні 1937 р. Кандидат у члени ЦК КП(б)У в червні — вересні 1937 р. Кандидат у члени Організаційного бюро ЦК КП(б)У в квітні 1923 — травні 1924 р. Член Організаційного бюро ЦК КП(б)У в травні 1924 — червні 1934 р. Жертва Сталінського терору.

## Життєпис
Народився у родині робітника. Мав початкову освіту: закінчив двокласне міністерське училище. У 1908—1913 роках — робітник Людиновського машинобудівного заводу.
Член РСДРП(б) з 1909. Брав участь у робітничому русі, за участь в організації страйку був звільнений у 1913 році із Людиновського машинобудівного заводу.
З 1913 року працював на заводах Струка, Еріксона та на будівництві верфі Путиловського заводу у місті Санкт-Петербурзі. Наприкінці 1913 року був заарештований, але незабаром звільнений із ув'язнення.
У 1914 році повернувся на Людиновський машинобудівний завод, брав участь у страйках і демонстраціях. У вересні 1914 року був заарештований і висланий за межі Калузької губернії. Згодом працював у Харкові на заводі Гельферіха-Саде. Був членом нелегального Харківського комітету РСДРП(б). У кінці 1915 року заарештований та засланий до Іркутської губернії.
Після Лютневої революції у квітні 1917 року повернувся у Людиново, де був обраний членом Людиновського комітету РСДРП(б), членом Людиновської Ради робітничих депутатів та делегатом на Московську обласну партійну конференцію. У червні 1917 року організовував органи радянської влади в Мосальскій окрузі Калузької губернії. Після Жовтневого перевороту 1917 року був начальником Червоної гвардії та головою революційного комітету містечка Людиново.
З 1918 року — член і заступник голови правління державних заводів та фабрик Мосальского округу. З 1920 року — на партійній та господарській роботі у Харківській губернії. З 13 лютого по квітень 1922 року — відповідальний секретар Харківського губернського комітету КП(б)У.
З жовтня 1922 до 1926 року — голова правління Південного машинобудівного тресту в місті Харкові. Обирався членом президії Української ради народного господарства, головою ради Спілки промисловості, торгівлі і транспорту Української СРР.
З серпня 1926 до 1930 року — голова Головного концесійного комітету Української СРР, заступник голови правління Україно-Східної Торгової Палати, заступник голови Всеукраїнського бюро Ради синдикатів. У 1929—1930 роках — голова правління Україно-Східної Торгової Палати.
З листопада 1929 до серпня 1930 року — голова президії Всеукраїнського спілки спілок сільськогосподарської кооперації.
У 1930 році — заступник народного комісара землеробства Української СРР.
З вересня 1930 по червень 1933 року — народний комісар юстиції та генеральний прокурор УСРР.
З червня 1933 по 28 липня 1935 року — народний комісар комунального господарства Української СРР.
З 4 серпня 1935 по вересень 1937 року — постійний представник РНК Української РСР при РНК СРСР.
У вересні 1937 арештований органами НКВС. Розстріляний. Реабілітований 1956 року.